# Eumegamys
Eumegamys – rodzaj wymarłego ssaka z rodziny pakaranowatych.
Zwierzę to żyło w późnym miocenie i pliocenie na terenach Ameryki Południowej.